# (74460) 1999 CW32
(74460) 1999 CW32 – planetoida z pasa głównego asteroid okrążająca Słońce w ciągu 5,68 lat w średniej odległości 3,18 j.a. Odkryta 10 lutego 1999 roku.